# Boks na Igrzyskach Ameryki Południowej 1990
Boks na Igrzyskach Ameryki Południowej 1990 – 4. edycja zawodów bokserskich rozgrywanych na Igrzyskach Ameryki Południowej, które odbywały w dniach 1 – 10 grudnia 1990 r., w Limie. Wyniki nie są kompletne, zostali tylko podani zatwierdzeni medaliści.

## Medaliści
| Kat. wagowa                      |                   |                   |
| -------------------------------- | ----------------- | ----------------- |
| Waga papierowa (– 48 kg)         | Víctor Prieto     | Carlos Gómez      |
| Waga musza (– 51 kg)             | Alimi Goitía      | Agustín Muguerza  |
| Waga kogucia (– 54 kg)           | Gilberto González | Juan Sánchez      |
| Waga piórkowa (– 57 kg)          | Freddy Blanco     | Junior Villarroel |
| Waga lekka (– 60 kg)             | Julio López       | Luis Maldonado    |
| Waga lekkopółśrednia (– 63,5 kg) | Víctor Meléndez   | Ariel Cháves      |
| Waga półśrednia (– 67 kg)        | Eduardo Renteros  | Enrique Poblete   |
| Waga junior średnia (– 71 kg)    | Michael Martel    | Gersol Angarill   |
| Waga średnia (– 75 kg)           | Ricardo Araneda   | Gustavo Vieytes   |
| Waga półciężka (– 81 kg)         | John Andrade      | Ignacio Barbery   |
| Waga ciężka (> 91 kg)            |                   |                   |
| Waga superciężka (+ 91 kg)       | Elio Ibarra       | Carlos Munante    |